# Smolarzyny
Smolarzyny – wieś w Polsce położona w województwie podkarpackim, w powiecie łańcuckim, w gminie Żołynia.
Wieś po raz pierwszy notowana w 1578 roku; jej mieszkańcy specjalizowali się w wytwarzaniu smoły, skąd pochodzi nazwa wsi.
| SIMC    | Nazwa       | Rodzaj    |
| ------- | ----------- | --------- |
| 0667721 | Krzaki      | część wsi |
| 0667738 | Poddąbrówki | część wsi |
| 0667744 | Skotnik     | część wsi |

W latach 1975–1998 miejscowość administracyjnie należała do województwa rzeszowskiego.